# 規律 (軍事)
規律（Discipline）とは、一般に軍隊における部隊が効率的な軍事行動を遂行することが可能な特性をいう。

## 概要
軍事用語としての規律は群集や社会集団全般が示す意味とは異なり、特定の作戦目標を限られた時間と方法によって達成する部隊の性質を指している。したがって、規律を保つことは部隊の戦闘効率を最大化することを可能とし、被害を抑制する結果をもたらす。
規律の対極として位置づけられる現象は戦闘における行動の混乱と士気の低下であり、平時においては訓練中の事故として現れる。規律を維持するための基本的な方法は軍法による外的な制裁と職業軍人倫理に基づいた内面からの規律の二つに大別することができる。
外的な制裁は戦闘において部隊の陣形を維持する方法として古典的な方法であるが、部隊の規律を保持するための負担がより大きくなる。脱走兵の問題や命令への不服従を解決するためには、複数の外的な制裁措置を組み合わせるだけでなく、教育訓練を通じて兵員に自発的に規律を備えさせることが求められる。今日では戦場において個々の兵員が分散する場面も数多く見られるために、規律の重要性はより強まっていると言える。
最近の研究動向では指揮官のリーダーシップによって規律を確実なものとすることが追求されており、兵員に対して制裁を与える以外に規律を確保する方法が研究されている。